# Lanzenhof

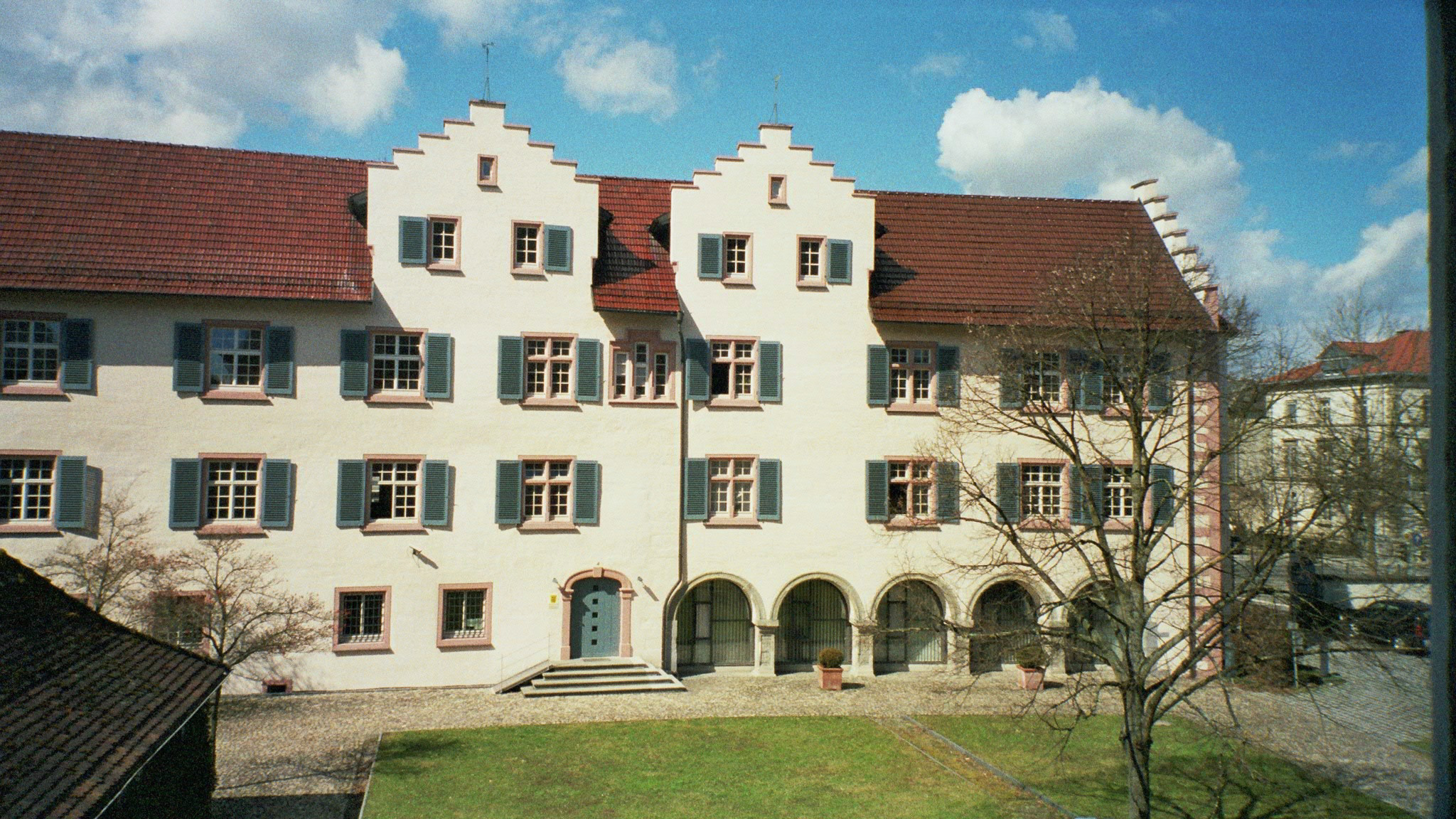
Lanzenhof

Der sogenannte Lanzenhof in Konstanz ist ein aus dem 14. Jahrhundert stammende Patriziersitz. Namensgeber ist die Familie Lanz von Liebenfels. Stadtgeschichtlich wird das Gebäude herausgehoben durch den Umstand, dass 1415 während des Konzils die Gemahlin von König Sigismund, Gräfin Barbara von Cilli, im Lanzenhof wohnte. 1686 bis 1698 und 1713 bis 1715 war das Gebäude Zufluchtsort der Universität Freiburg. Seit 1981 ist die Staatsanwaltschaft Konstanz im Gebäude untergebracht.
Das Gebäude wird erstmals 1369 schriftlich erwähnt. Es stand damals am westlichen Rand der Freien Reichsstadt Konstanz dicht am Stadtmauerring (Haus derer von Tettigkofen, später „Bündrichshof“). 1463 ging der Besitz durch Heirat auf die Familie des aus Meersburg stammenden Hans Lanz über, der der Konstanzer Geschlechtergesellschaft Zur Katz angehörte und kurz nach der Hochzeit von Kaiser Friedrich als „Lanz von Liebenfels“ geadelt wurde. Nach mehreren Eigentumswechseln erhielt die Stadt Konstanz das Gebäude Mitte des 17. Jahrhunderts. Wenig später erwarb der Arzt und Historiker Johann Marmor den Lanzenhof. 1826 schließlich ging das Gebäude auf den Staat über. 1994 wurde es gründlich saniert.
Im Gebäude wurde historische Ofenkeramik (sog. Tellerkacheln) gefunden.
Charakteristisch für den als Adeligen-Herberge während des Konzils genutzten Lanzenhof sind seine Treppengiebel.
Der Innenhof wird durch ornamentierte Renaissance-Arkaden geprägt. Zur Laube hin fällt ein aus dem Jahr 1624 stammende Erker auf, der von einem der Eigentümer um 1900 angebracht wurde. Im Gebäude befinden sich gotisierende Wandmalereien sowie eine Reliefdarstellung des St. Georg.

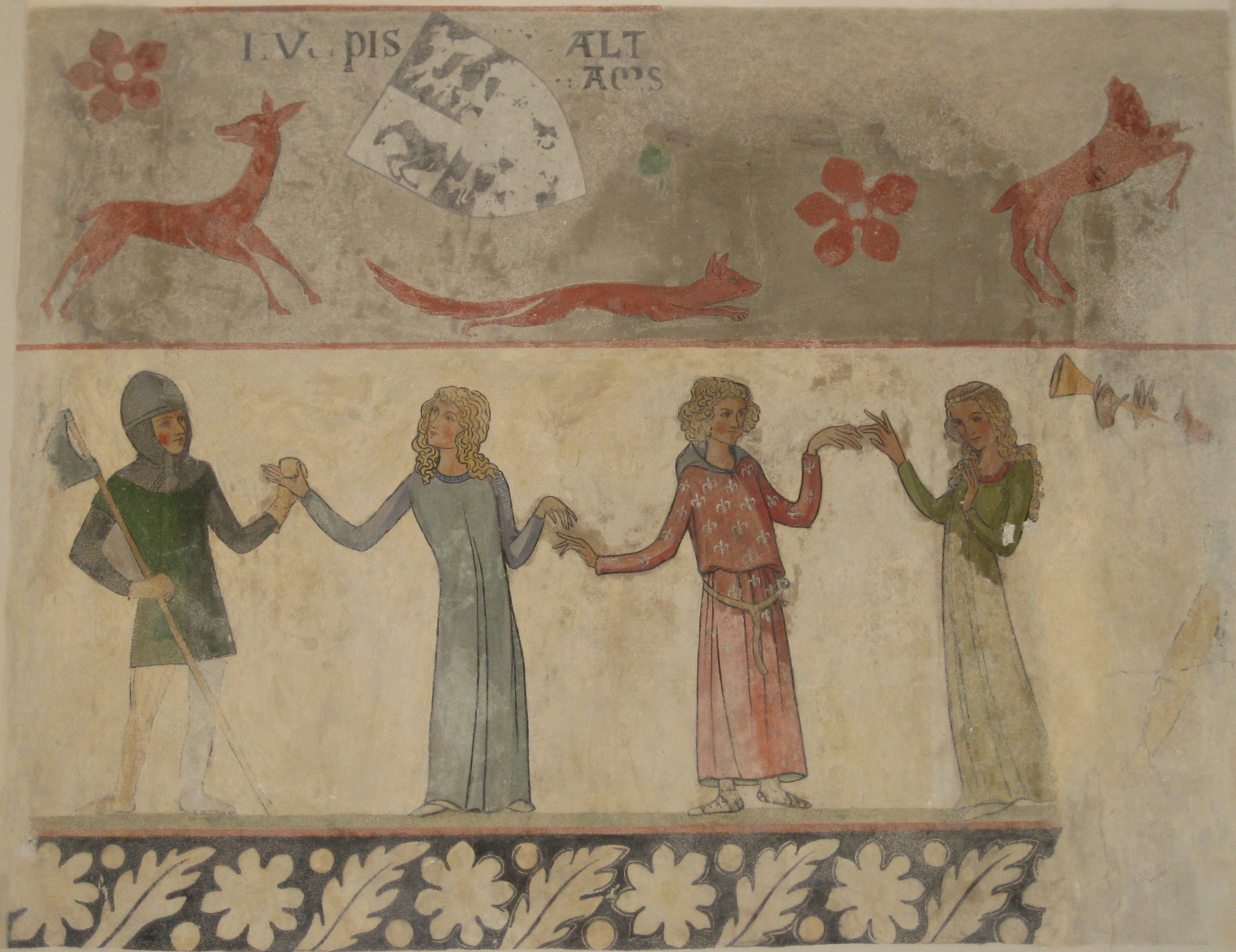
Fresko im Lanzenhof
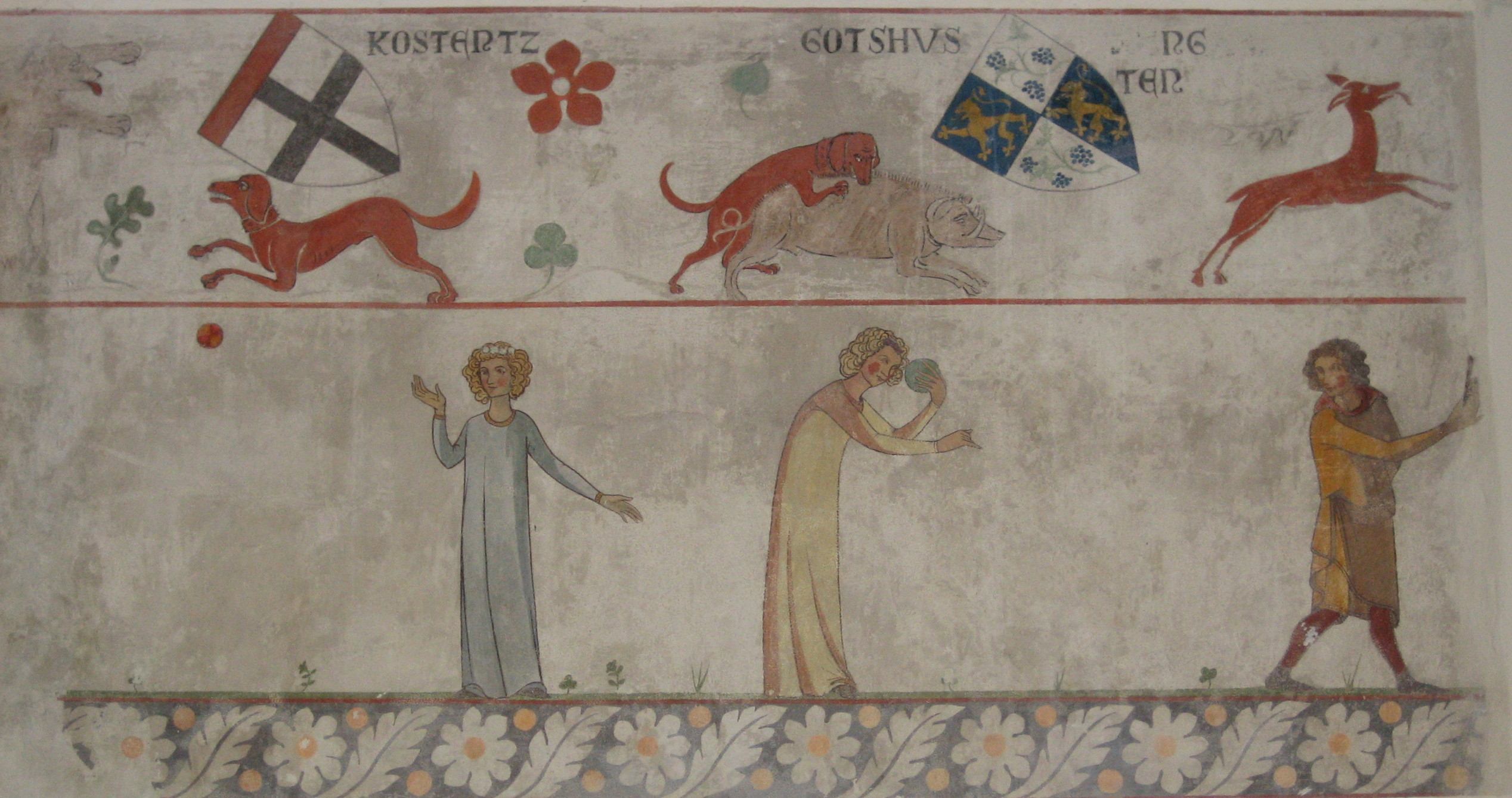
Fresko im Lanzenhof
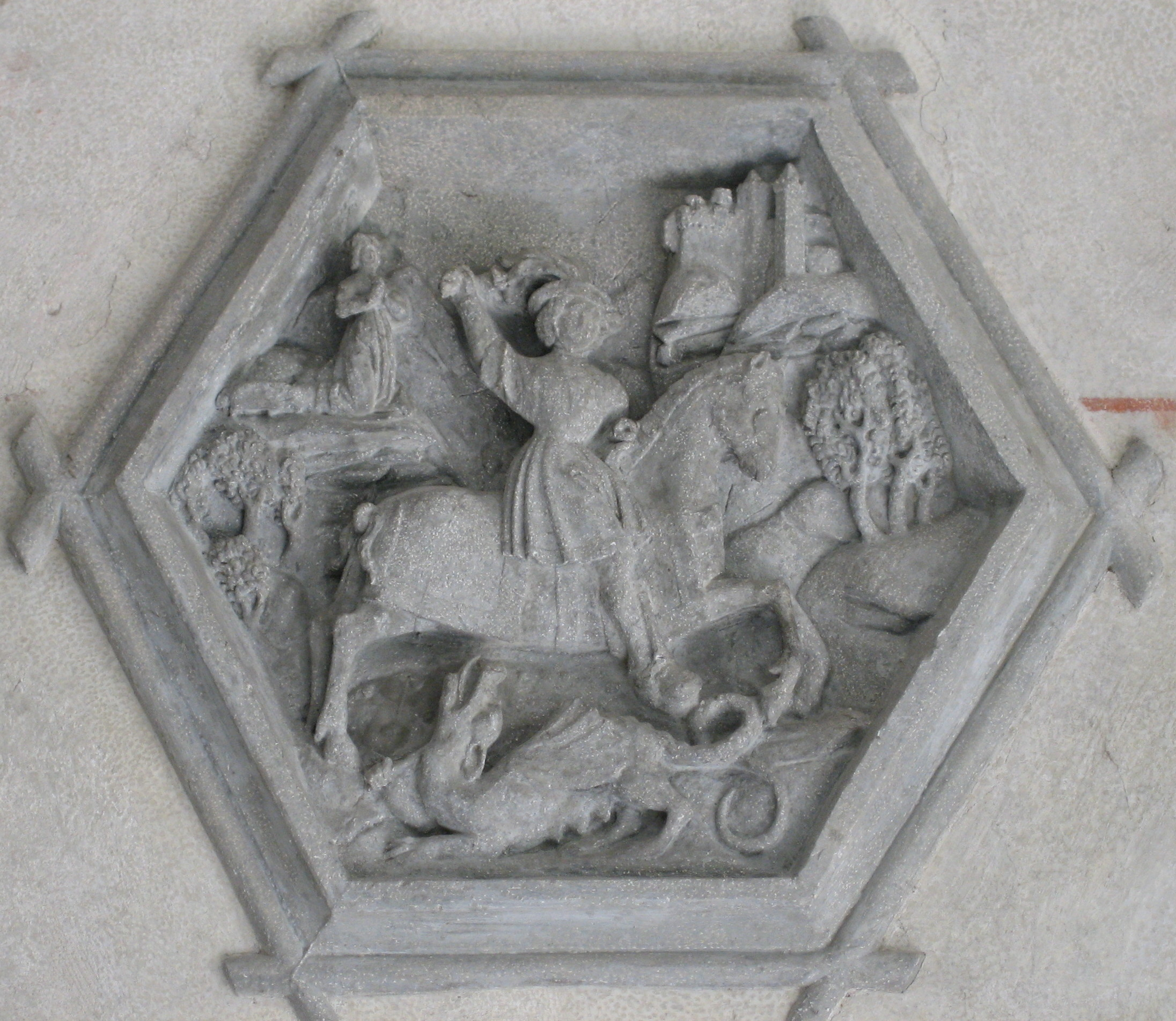
Relief im Lanzenhof